# Gelis hypsibatus
Gelis hypsibatus är en stekelart som beskrevs av Schwarz 1998. Gelis hypsibatus ingår i släktet Gelis och familjen brokparasitsteklar. Inga underarter finns listade i Catalogue of Life.